# Coal India
Coal India est une entreprise de charbonnage contrôlée à 90 % par l'État indien. Elle est également cotée au BSE Sensex et au Nifty Jr.. Son siège est situé à Calcutta. En 2010, 10 % de Coal India ont été introduits à la bourse.
1. ↑  Répertoire mondial des LEI (base de données en ligne), consulté le 17 septembre 2024.
2. ↑  Knowledge Graph (graphe de connaissances), consulté le 30 avril 2020.